# 格林奧克鎮區 (密歇根州)
格林奧克鎮區（英語：Green Oak Township）是位於美國密歇根州利文斯頓縣的一個特設鎮區。

## 地方資料
格林奧克鎮區的面積為95.20平方千米，當中陸地面積為90.00平方千米，而水域面積為5.20平方千米。根據2020年美國人口普查的數據，當地共有人口19539人，而人口密度為每平方千米205.24人。